# Burnout W - 1
Burnout W - 1 (バーンアウトＷ　前編 -1) es una película japonesa, del 26 de marzo de 2010, producida por Zen Pictures. Es una película del género tokusatsu, de acción y aventuras, con artes marciales, dirigido por Eiji Kamikura.
El idioma es en japonés, pero también está disponible con subtítulos en inglés, en DVD o descargable por internet.

## Argumento
La historia se sitúa en otro mundo con ligeras diferencias del nuestro. Una serie de guerras dividieron el mundo en dos partes, el Este y el Oeste, pero actualmente viven en paz entre ellos.
Uno de los más importantes ejecutivos de la empresa farmacéutica de Mitsuoka ha sido asesinado. La empresa de Mitsuoka es una de las más grandes del Oeste. La compañía había desarrollado un tipo de medicamento capaz de regenerar partes del cuerpo humano enfermas o dañadas. Mako, que es una investigadora de la compañía, es disparada por un francotirador cuando investigaba en el caso. Rio y Mei se las encargará proteger a Mako. 
Rio y Mei se dan dan cuenta de que tienen que proteger a Mako de un grupo terrorista muy peligroso venido del Este.

## Saga sobre Burnout
- Burnout: Dignitary Security Team (2009)

- Burnout W - 1 (26/3/2010)

- Burnout W - 2 (9/4/2010)